# Homapoderus flavobasis
Homapoderus flavobasis es una especie de coleóptero de la familia Attelabidae.

## Distribución geográfica
Habita en Camerún y Guinea.